# Les Émigrés
Pour plus de détails, voir Fiche technique et Distribution.
Les Émigrés (De landsflyktige) est un film muet suédois réalisé par Mauritz Stiller en 1921.

## Synopsis
Au moment de la révolution en Russie, une famille riche doit émigrer. 

## Fiche technique
- Titre : Les Émigrés
- Titre original : De landsflyktige
- Réalisation : Mauritz Stiller
- Scénario : Ragnar Hyltén-Cavallius et Mauritz Stiller d'après de roman de Runar Schildt
- Photographie : Henrik Jaenzon
- Film muet, noir et blanc
- Production : Svensk Filmindustri, Suède
- Genre : Drame
- Année de production : 1921
- Dates de sortie : 
  - Suède : 7 novembre 1921
  - France : 17 novembre 1922[1]

## Distribution
- Carl Nissen : Barantscheff
- Karin Swanström : Ivanova Barantscheff
- Jenny Hasselqvist : Sonja Ivanova
- Nils Ohlin : Jurij Ivanovitsch
- Lars Hanson : Wladimir Andrejevitsch Michailov
- Ivan Hedqvist : Andrej Andrejevitsch Mjasojedoff